# Conistra favrei
Conistra favrei är en fjärilsart som beskrevs av Charles Oberthür. Conistra favrei ingår i släktet Conistra och familjen nattflyn. Inga underarter finns listade i Catalogue of Life.